# Gowi Records
Gowi Records – jedna z pierwszych polskich niezależnych wytwórni płytowych, powstała w 1991 roku. Nakładem Gowi ukazały się pierwsze płyty grup yassowych: Miłości, Mazzoll & Arhythmic Perfection oraz Trytonów.

## Dyskografia (wybór)
Źródło.
| Nr kat. | Wydany | Wykonawca - lider              | Album                                        | Rodzaj     |
| ------- | ------ | ------------------------------ | -------------------------------------------- | ---------- |
| CDG 03  | 1992   | Jarek Śmietana Trio            | Cooperation                                  | studyjny   |
|         | 1993   | Miłość                         | Miłość                                       | studyjny   |
| CDG 08  | 1993   | Tomasz Stańko                  | Bosonossa and Other Ballads                  | studyjny   |
| CDG 12  | 1994   | Tomasz Stańko                  | A Farewell to Maria                          | studyjny   |
| CDG 16  | 1994   | Tomasz Stańko                  | Balladyna – Theatre Play Compositions        | studyjny   |
|         | 1994   | Miłość                         | Taniec smoka                                 | studyjny   |
| CDG 18  | 1995   | Trytony                        | Koncert w Mózgu - Zarys Matematyki Niewinnej | koncertowy |
| CDG 19  | 1995   | Mazzoll & Arhythmic Perfection | a                                            | koncertowy |
|         | 1995   | Miłość feat. Lester Bowie      | Not Two                                      | koncertowy |
| CDG 35  | 1996   | Leszek Możdżer Sextet          | Talk to Jesus                                |            |
| CDG 37  | 1996   | Mikołaj Trzaska                | Cześć, cześć, cześć                          | studyjny   |